# فرهنگستان زبان عربی قاهره

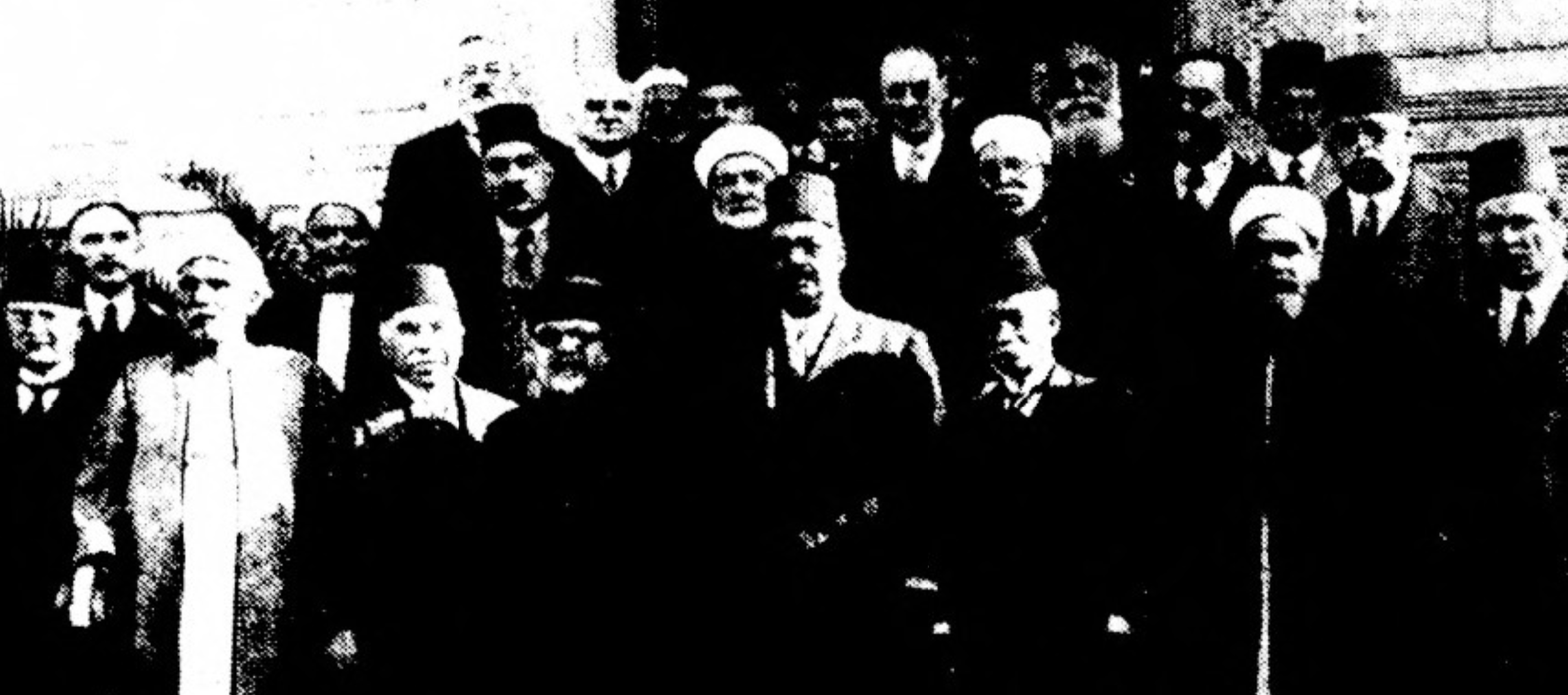
فرهنگستان زبان عربی قاهره

فرهنگستان زبان عربی قاهره (به عربی: مجمع اللغة العربية بالقاهرة) فرهنگستان اصلی مصر در شهر قاهره است که در سال ۱۹۳۴ به منظور توسعه و بهبود زبان عربی تأسیس شد.

## اعضای فرهنگستان زبان عربی قاهره
برخی اعضای اصلیِ این فرهنگستان عبارت‌اند از:
- خلیل سکاکینی (۱۸۷۸–۱۹۵۳)، ادیب، شاعر، آموزگار، و نویسندهٔ فلسطینی
- احمد لطفی السید (۱۸۷۰–۱۹۶۳)، پژوهشگر، اندیشمند، و سیاستمدار مصری
- عباس العقاد (۱۸۸۹–۱۹۶۴)، نویسنده و تاریخ‌نگار مصری
- محمد الفاضل بن عاشور (۱۹۰۹–۱۹۷۰)، نویسنده، متخصص الهیات، و سندیکاچی تونسی
- همیلتون الکساندر روسکین گیب (۱۸۸۵–۱۹۷۱)، تاریخ‌نگار، خاورشناس، و استاد زبان عربی اهل اسکاتلند
- محمد عزت دروزه (۱۸۸۷–۱۹۸۴)، نویسنده، اندیشمند، و مبارز ملی فلسطینی
- شوقی ضیف (۱۹۱۰–۲۰۰۵)، منتقد ادبی، تاریخ‌نگار ادبیات عربی، ادیب، و نویسندهٔ مصری